# Cet amour-là (film)
Cet article concerne le film de Josée Dayan. Pour le livre de Yann Andrea dont il est adapté, voir Cet amour-là (livre).
Pour plus de détails, voir Fiche technique et Distribution.
Cet amour-là est un film français de 2001 réalisé par Josée Dayan et inspiré de la relation entre Marguerite Duras et Yann Andréa. C'est une adaptation libre du roman de Yann Andréa, Cet amour-là, publié chez Pauvert en 1999.

## Synopsis
Yann Andréa, étudiant fragile et timide, éprouve une admiration sans limite pour les écrits de l'écrivaine Marguerite Duras. Après avoir entretenu avec elle une correspondance suivie pendant cinq ans, il se décide en juillet 1980 à lui rendre visite à Trouville, où elle mène une existence recluse. Là, Yann tombe sous le charme de cette vieille femme capricieuse et tyrannique, qui boit plus que de raison pour noyer ses angoisses. Très vite, il devient son secrétaire, puis son amant. Se développe alors entre eux une étrange relation faite d'amour et de haine, de vénération et de mépris. À la fin de l'été, Marguerite se montre si odieuse envers Yann que celui-ci la frappe avant de disparaître…

## Fiche technique
- Titre : Cet Amour-là
- Réalisation : Josée Dayan
- Scénario : Josée Dayan, Yann Andréa, Maren Sell et Gilles Taurand
- Photographie : Caroline Champetier
- Musique : Angelo Badalamenti
- Genre : drame, biographique
- Durée : 99 minutes
- Date de sortie : 2001

## Distribution
- Jeanne Moreau : Marguerite Duras
- Aymeric Demarigny : Yann Andréa
- Christiane Rorato : La femme en blouse
- Sophie Milleron : L'infirmière de nuit
- Justine Lévy : L'employée de l'hôpital
- Stanislas Sauphanor : Le serveur du buffet
- Didier Lesour : Le serveur du café
- Tanya Lopert : La femme de l'ambassadeur